# سبستان شبه قلبي
سبستان شبه قلبي (الاسم العلمي:Cordia subcordata) هو نوع من النباتات يتبع جنس السبستان من الفصيلة الحمحمية.